# 오키나와 사회대중당

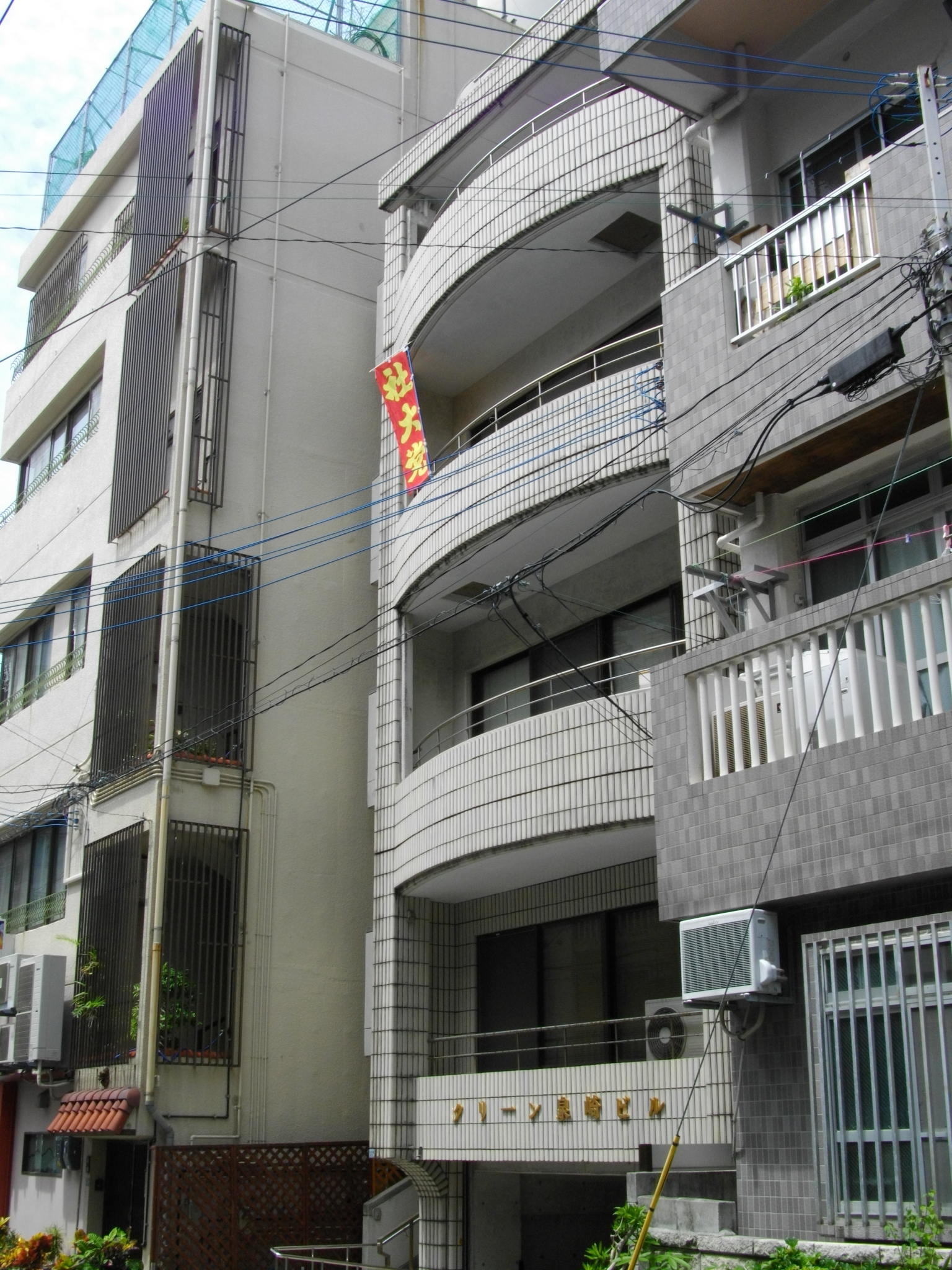
오키나와 사회대중당 당본부의 모습.

오키나와 사회대중당(일본어: 沖縄社会大衆党 오키나와쇼카이타이슈토[*], 영어: Okinawa Social Mass Party)는 일본 오키나와에 있는 지역 정당이다. 정당의 이름을 사회대중당(社会大衆党) 또는 사대당(社大党)이라고 줄여 사용한다.

## 역사
오키나와 사회대중당은 류큐 열도 미국민정부 동안인 1950년 10월 31일에 다이라 다쯔오를 중심으로 창당되었다. 1952년 4월 29일에 오키나와 인민당과 함께 일본 복귀 진흥 협회를 조직하여, 일본과 재병합 요구를 위한 서명 운동을 착수하였고, 이 운동은 오키나와의 투표권자의 72% 이상인, 199,000명 이상의 서명을 모았다.
1972년 일본으로의 복귀에 즈음하여, 좌익 정당들은 일본사회당의 합류 제안으로 일본공산당에 통폐합되었으나, 오키나와 사회대중당은 어떤 일본 본토 정당에 참여하지 않아, 지금까지 오키나와의 지역 정당으로서 지속되고 있다.

## 최근의 동향
2010년의 참의원 선거에서는 야마시로 히로야 오키나와 평화운동센터 사무국장을 사민ㆍ사대당의 추천으로 추대되었으나, 낙선하였다.